# Black Cat World Tour
Il Black Cat World Tour 2016/2017 è la diciassettesima tournée di Zucchero Fornaciari, collegata all'album Black Cat. Si è svolto da settembre 2016 ad ottobre 2017 per un totale di 137 date.
La raccolta Wanted, uscita pochi giorni dopo la fine del tour, contiene le registrazioni video dei concerti italiani oltre che contenuti dal backstage e interviste.

## Il tour
Preannunciata già da maggio 2015, il Black Cat World Tour 2016/2017 è la prima tournée dopo due anni di lontananza dai palcoscenici per il bluesman reggiano, se si escludono le apparizioni come guest-star in concerti di colleghi come 2Cellos, U2, Marco Borsato e Alejandro Sanz, oppure in manifestazioni come il Night of the Proms o il Wind Music Awards 2016. 

Il tour ha infranto alcuni importanti record. Innanzitutto è la più lunga del bluesman reggiano, se si escludono le tre tournée collegate Fly World Tour, All the Best World Tour e Live in Italy Tour, che insieme hanno coperto più di duecento concerti.
Grazie a questo tour, poi, Zucchero risulta essere il primo cantante a esibirsi per ventidue serate all'Arena di Verona all'interno della stessa tournée (undici, denominate #ZuccheroArena2016, nel settembre 2016, undici nel 2017 suddivise tra maggio e settembre), per un totale di circa 230.000 spettatori. Il bluesman reggiano strappa il primato al collega Luciano Ligabue. La presenza di Zucchero all'Arena di Verona ha assunto, quindi, il carattere di residency show. Risulta poi essere il primo cantante italiano non lirico ad aver tenuto sei date alla Royal Albert Hall. Il tour è, infine, il primo di Zucchero a fare tappa in Giappone, Nuova Zelanda e Paraguay.

## Le tappe
Prima della partenza delle due parti del tour, nel 2016 e 2017, Zucchero ha partecipato a due importanti trasmissioni televisive. Il 10 settembre 2016 va in onda su Rai 1 uno speciale dedicato al bluesman emiliano dal titolo Zucchero partigiano reggiano, condotto da Massimo Giletti. La trasmissione, che anticipa il tour mondiale, presenta ospiti dal mondo della musica (Andrea Bocelli, Francesco De Gregori, Francesco Guccini, Elisa, 2Cellos, Paul Young, Cheryl Porter e The Hallelujah Gospel Singers), e non (Gérard Depardieu, Nino Frassica, Sabrina Ferilli, Gianluigi Buffon). Lo show registra il 19.4% di share, con 3.502.000 spettatori, risultando il programma più visto della serata.
L'11 febbraio 2017 torna, per la prima volta in veste di super-ospite, al Festival di Sanremo 2017. Lo speciale Zucchero partigiano reggiano viene replicato, su Rai 1, il 4 agosto 2017 e seguito da 2.501.000 telespettatori con il 17% di share, risultando nuovamente il programma più visto della serata.
La prima parte del tour è stata caratterizzata da 40 date ripartite tra Italia e resto d'Europa nel 2016. Nel 2017 il tour ha toccato il Nord America, per spostarsi nuovamente in Europa, Asia, Oceania e America meridionale con 97 concerti e 137 complessivi in 411 giorni, per una media di un concerto ogni tre giorni, e un totale di oltre 1.000.000 di biglietti venduti.
Il 14 novembre 2017, su Canale 5, è andato in onda il programma televisivo Zucchero – Wanted Tutta un’altra storia, dedicato ai concerti all'Arena di Verona. I concerti di Verona del 28 settembre 2016 e del 5 maggio 2017, inoltre, sono stati trasmessi in radiovisione su RTL 102.5.

### 2016
Tour italiano (ZuccheroArena2016)
- 12 settembre:  Italia, Rimini - 105 Stadium (data 0)
- 16 settembre:  Italia, Verona - Arena di Verona (SOLD OUT)
- 17 settembre:  Italia, Verona - Arena di Verona (SOLD OUT) (ospite: Tomoyasu Hotei)
- 18 settembre:  Italia, Verona - Arena di Verona (SOLD OUT)
- 20 settembre:  Italia, Verona - Arena di Verona
- 21 settembre:  Italia, Verona - Arena di Verona
- 23 settembre:  Italia, Verona - Arena di Verona (SOLD OUT)
- 24 settembre:  Italia, Verona - Arena di Verona (SOLD OUT)
- 25 settembre:  Italia, Verona - Arena di Verona (SOLD OUT) (ospiti: Paul Young, Cheryl Porter) (concerto registrato e contenuto in Black Cat Live e Wanted)
- 26 settembre:  Italia, Verona - Arena di Verona
- 27 settembre:  Italia, Verona - Arena di Verona
- 28 settembre:  Italia, Verona - Arena di Verona (concerto in radiovisione su RTL 102.5)

Il numero di spettatori per le 11 serate è stato di oltre 115.000 e l'incasso derivante ha rappresentato un terzo di quello totale dell'Arena di Verona nel 2016.
Tour europeo
- 1º ottobre:  Germania, Stoccarda - Schleyerhalle  (SOLD OUT)
- 2 ottobre:  Austria, Dornbirn - Messehalle (SOLD OUT)
- 4 ottobre:  Austria, Vienna - Stadthalle (SOLD OUT)
- 5 ottobre:  Austria, Innsbruck - Olympiahalle
- 7 ottobre:  Austria, Salisburgo - Salzburgarena
- 8 ottobre:  Slovenia, Lubiana - Dvorana Stožice
- 9 ottobre:  Austria, Graz - Stadthalle
- 12 ottobre:  Rep. Ceca, Praga - Forum Karlín
- 14 ottobre:  Lussemburgo, Esch-sur-Alzette - Rockhal (SOLD OUT)
- 15 ottobre:  Belgio, Bruxelles - Forest National (SOLD OUT)
- 17 ottobre:  Paesi Bassi, Amsterdam - Ziggo Dome (ospite: Marco Borsato) (SOLD OUT)
- 20 ottobre:  Regno Unito, Londra - Royal Albert Hall  (SOLD OUT) (ospiti: Kelvin Jones, 2Cellos)
- 21 ottobre:  Regno Unito, Londra - Royal Albert Hall  (SOLD OUT) (ospiti: Kelvin Jones, Tomoyasu Hotei)
- 24 ottobre:  Germania, Oberhausen - KoePi Arena (SOLD OUT)
- 25 ottobre:  Germania, Amburgo - O2 Arena (SOLD OUT)
- 26 ottobre:  Germania, Francoforte sul Meno - Festhalle (SOLD OUT)
- 28 ottobre:  Germania, Berlino - O2 Arena (SOLD OUT)
- 29 ottobre:  Germania, Monaco di Baviera - Olympic Hall (SOLD OUT)
- 31 ottobre:  Svizzera, Zurigo - Hallenstadion (SOLD OUT)
- 1 novembre:  Svizzera, Zurigo - Hallenstadion
- 2 novembre:  Svizzera, Ginevra - Arena
- 6 novembre:  Francia, Parigi - Olympia (SOLD OUT)
- 7 novembre:  Francia, Parigi - Olympia (SOLD OUT)
- 8 novembre:  Francia, Parigi - Olympia (SOLD OUT)
- 10 novembre:  Germania, Dresda - Messe Dresden (SOLD OUT)
- 12 novembre:  Romania, Cluj - Sala Polivalenta
- 14 novembre:  Romania, Bucarest - Sala Palatului
- 15 novembre:  Bulgaria, Sofia - National Palace Of Culture

Il tour europeo del 2016 ha richiamato oltre 250.000 spettatori.

### 2017
- 15 marzo:  Stati Uniti, San Diego, CA - Balboa Theatre (SOLD OUT)
- 17 marzo:  Stati Uniti, Los Angeles, CA - Saban Theatre (SOLD OUT)
- 18 marzo:  Stati Uniti, Cabazon, CA - Morongo Casino (SOLD OUT)
- 19 marzo:  Stati Uniti, San Francisco, CA - Palace of the Fine Arts (SOLD OUT) (ospite Corrado Rustici)
- 21 marzo:  Stati Uniti, Seattle, WA - Neptune Theatre (SOLD OUT)[18]
- 22 marzo:  Canada, Vancouver, BC - Vogue Theatre
- 24 marzo:  Stati Uniti, Chicago, IL - Vic Theatre (SOLD OUT)
- 25 marzo:  Stati Uniti, Pontiac, MI - The Flagstar Strand Theatre Pontiac (SOLD OUT)
- 26 marzo:  Canada, Toronto, ON - Casino Rama
- 28 marzo:  Canada, Montréal, PQ - Olympia
- 29 marzo:  Canada, Ottawa, ON - Centrepointe Theatre (SOLD OUT)
- 31 marzo:  Stati Uniti, New York, NY - Beacon Theatre (SOLD OUT)[19]
- 1 aprile:  Stati Uniti, Atlantic City, NJ - Borgata Casino
- 2 aprile:  Stati Uniti, Foxwoods, CT - Foxwoods Resort and Casino (SOLD OUT)
- 4 aprile:  Stati Uniti, Boston, MA - Wilbur Theatre
- 5 aprile:  Stati Uniti, Silver Spring, MD - The Filmore (SOLD OUT)
- 8 aprile:  Stati Uniti, Fort Lauderdale, FL - Parker Playhouse (SOLD OUT)
- 9 aprile:  Stati Uniti, Tampa, FL - Ritz Ybor, Festa Italiana (SOLD OUT)
- 11 aprile:  Stati Uniti, Atlanta, GA - Center Stage
- 13 aprile:  Stati Uniti, New Orleans, LA - The Civic
- 14 aprile:  Stati Uniti, Lafayette, LA - Vermilionville Performance Center (SOLD OUT)
- 15 aprile:  Stati Uniti, Houston, TX - The Heights Theater
- 30 aprile:  Austria, Ischgl - Idalp (concerto a 2320 m; circa 20.000 spettatori, battuto il precedente record di Bon Jovi)[20]
- 1 maggio:  Italia, Verona - Arena di Verona (SOLD OUT) (ospite: Tomoyasu Hotei)
- 2 maggio:  Italia, Verona - Arena di Verona (ospite: Tomoyasu Hotei)
- 3 maggio:  Italia, Verona - Arena di Verona
- 4 maggio:  Italia, Verona - Arena di Verona
- 5 maggio:  Italia, Verona - Arena di Verona  (SOLD OUT) (concerto in radiovisione su RTL 102.5)
- 19 maggio:  Nuova Zelanda, Auckland - Auckland Town Hall
- 21 maggio:  Australia, Sydney - Sydney Opera House (SOLD OUT)
- 22 maggio:  Australia, Melbourne - Crown Palladium
- 24 maggio:  Australia, Adelaide - Thebarton Theatre
- 26 maggio:  Australia, Perth - Crown Perth
- 29 maggio:  Giappone, Tokyo - Shibuya, Tsutaya O-East (SOLD OUT) (ospite: Tomoyasu Hotei)
- 16 giugno:  Germania, Rüsselsheim am Main - Hessentag (SOLD OUT)
- 17 giugno:  Germania, Halle (Saale) - Freilichtbühne Peißnitzinsel (SOLD OUT)
- 19 giugno:  Germania, Schwerin - Freilichtbühne Schlossgarten (SOLD OUT)
- 20 giugno:  Germania, Hannover - Gilde Parkbühne (ospiti: Scorpions) (SOLD OUT)
- 22 giugno:  Germania, Berlino - Zitadelle Spandau (SOLD OUT)
- 23 giugno:  Polonia, Stettino - Azoty Arena
- 24 giugno:  Polonia, Sopot - Opera Lesna
- 27 giugno:  Lussemburgo, Wiltz - Amphithéâtre (SOLD OUT)
- 29 giugno:  Francia, Vienne - Jazz à Vienne
- 2 luglio:  Francia, Nîmes - Festival de Nîmes
- 5 luglio:  Svizzera, Kestenholz - St. Peter at Sunset (SOLD OUT)
- 6 luglio:  Austria, Kufstein - Kufstein Festung (SOLD OUT)
- 8 luglio:  Austria, Eisenstadt - Lovely Days Festival
- 9 luglio:  Austria, Klam - Burg Clam (SOLD OUT)
- 11 luglio:  Germania, Monaco di Baviera - Tollwood (SOLD OUT)
- 13 luglio:  Germania, Bonn - Kunst!Rasen (SOLD OUT)
- 14 luglio:  Svizzera, Sion - Sion Sous Les Etoiles
- 15 luglio:  Svizzera, Locarno - Moon and Stars (SOLD OUT) (ospite: LP)
- 18 luglio:  Germania, Ratisbona - Thurn & Taxis Schlossfestspiele Schloss St. Emmeram Regensburg (SOLD OUT)
- 20 luglio:  Germania, Salem - Schloss Salem Open Air (SOLD OUT)
- 21 luglio:  Germania, Tüßling - Raiffeisen Kultursommer Schloss Tüßling (SOLD OUT)
- 22 luglio:  Germania, Tubinga - Carré Open Air (SOLD OUT)
- 24 luglio:  Francia, Perpignano - Live au Campo
- 25 luglio:  Spagna, Madrid - Teatro Real
- 28 luglio:  Francia, Narbona - Jazz à l’Hospitalet (SOLD OUT)
- 29 luglio:  Francia, Barcelonnette - Festival des Enfants du Jazz
- 30 luglio:  Belgio, Tienen - Suikerrock 2017 in Market Square (SOLD OUT)
- 1 agosto:  Monaco, Monte Carlo - Monte Carlo Sporting Summer Festival
- 3 agosto:  Tunisia, Cartagine - Festival International de Carthage FC (SOLD OUT) (ospite: Cheb Mami)
- 5 agosto:  Malta, Malta - MFCC Malta Fairs and Conventions Centre (SOLD OUT)
- 7 agosto:  Francia, Saint-Florent - Porto Latino (SOLD OUT)
- 8 agosto:  Spagna, Costa Brava - Festival de la Porta Ferrada - Sant Feliu de Guíxols
- 12 agosto:  Austria, Reifnitz - Festplatz Reifnitz (SOLD OUT)
- 13 agosto:  Croazia, Pola - Arena di Pola (SOLD OUT)
- 29 agosto:  Lettonia, Jūrmala - Dzintaru koncertzāle
- 31 agosto:  Danimarca, Copenaghen - DR Concert House
- 1 settembre:  Svezia, Malmö - Slagthuset Theatre (SOLD OUT)
- 2 settembre:  Svezia, Göteborg - Lorensbergsteatern
- 4 settembre:  Norvegia, Oslo - Sentrum Scene
- 5 settembre:  Svezia, Stoccolma - Skandiascenen
- 8 settembre:  Finlandia, Helsinki - Tavastia-klubi
- 9 settembre:  Lituania, Vilnius - Compensa Hall
- 10 settembre:  Estonia, Tartu - Vanemuise Concert Hal (SOLD OUT)
- 12 settembre:  Ucraina, Odessa - Academic Theater of Musical Comedy
- 14 settembre:  Ucraina, Kiev - Palace Ukraine
- 20 settembre:  Italia, Verona - Arena di Verona (apertura: Gheri)
- 21 settembre:  Italia, Verona - Arena di Verona (apertura: Gheri)
- 22 settembre:  Italia, Verona - Arena di Verona (SOLD OUT) (apertura: Gheri)
- 23 settembre:  Italia, Verona - Arena di Verona (SOLD OUT) (apertura: Gheri)
- 24 settembre:  Italia, Verona - Arena di Verona (SOLD OUT) (apertura: Gheri)
- 25 settembre:  Italia, Verona - Arena di Verona (apertura: Gheri)
- 13 ottobre:  Argentina, Buenos Aires - Teatro Coliseo (SOLD OUT)
- 14 ottobre:  Argentina, Buenos Aires - Teatro Coliseo (SOLD OUT)
- 15 ottobre:  Argentina, Buenos Aires - Teatro Coliseo
- 17 ottobre:  Argentina, Rosario - Teatro Astengo
- 19 ottobre:  Argentina, Tucumán - Teatro Mercedes Sosa
- 20 ottobre:  Argentina, Córdoba - Plaza de la Musica
- 21 ottobre:  Argentina, Mendoza - Arena Maipù (SOLD OUT)
- 23 ottobre:  Paraguay, Asunción - Teatro BCP
- 26 ottobre:  Brasile, Rio de Janeiro - Teatro Bradesco (SOLD OUT)
- 27 ottobre:  Brasile, San Paolo - Teatro Bradesco (SOLD OUT)
- 28 ottobre:  Brasile, Porto Alegre - Teatro Bourbon
- 29 ottobre:  Brasile, Curitiba - Teatro Positivo

## La scaletta e la scenografia
La scaletta del tour è stata di volta in volta adeguata alle esigenze di capienza e all'acustica della location delle diverse parti del tour stesso. La scenografia degli spettacoli ha fatto uso del marchio House of Blues, i diritti della quale, in Italia, sono detenuti da Zucchero in seguito all'incontro con i Blues Brothers negli anni '90. Completano il palco due imponenti impalcature in legno, simili alle torri petrolifere da far west, due schermi circolari che, quando spente, rappresentano le pupille degli occhi del gatto nero, e un microfono vintage anni '50, con la scritta "Respect" posta sopra. Anche la scenografia è stata adattata alla grandezza dei palcoscenici delle diverse tappe.

### Tour italiano
Lo spettacolo di Verona si articola in tre sequenze narrative, o "Capitoli", in omaggio a Quentin Tarantino, per un totale di circa 2 ore e tre quarti di musica e 32/33 brani. La prima parte è incentrata su Black Cat. La seconda alterna brani tratti da Chocabeck, dai toni intimi ed autobiografici, a canzoni movimentate. La terza ed ultima parte è imperniata sui grandi successi della carriera del bluesman reggiano. La scaletta delle serate all'Arena di Verona, di cui si può trovare una traccia approssimativa di seguito, è stata di volta in volta modificata, prevalentemente nel Capitolo Due. Alcuni brani sono stati eseguiti dopo diversi anni di assenza dai concerti, o addirittura per la prima volta dopo più di vent'anni dall'uscita. Ne sono esempi Donne (cantata tra i bis unicamente il 5 maggio 2017), Senza rimorso (mai eseguita prima), Un'orgia di anime perse e I tempi cambieranno. Molti dei brani, inoltre, sono stati riarrangiati per riprodurre al meglio il genere bluegrass ricercato dal gruppo.
Chapter One
- Intro - La solitudine (da Tu non sei di Gino Belli, e da La solitudine di Léo Ferré)
- Partigiano reggiano
- 13 buone ragioni
- Ti voglio sposare
- Ci si arrende
- Ten more days
- Hey Lord
- L'anno dell'amore
- Fatti di sogni
- La tortura della luna
- Love again
- Terra incognita
- Voci

Chapter Two
- È un peccato morir
- Vedo nero
- Baila
- Long as I can see the light (cover inedita dei Creedence Clearwater Revival)/Senza rimorso
- Un soffio caldo
- Il suono della domenica/Never Is A Moment
- Indaco dagli occhi del cielo/Hey man/Rossa mela della sera/Ali d'oro
- Chocabeck
- L'urlo
- Il mare impetuoso al tramonto salì sulla Luna e dietro una tendina di stelle.../I tempi cambieranno
- Iruben me/Eccetera eccetera/Oltre le rive
- Madre dolcissima/Dune mosse/Miserere
- Freedom Jazz Dance / Brian Auger solos
- Wake Me Up (cover inedita di Avicii) / Doug Pettibone solos

Chapter Three
- Overdose (d'amore)
- Con le mani
- Solo una sana e consapevole libidine salva il giovane dallo stress e dall'Azione Cattolica
- Il volo
- Diamante
- Così celeste/Un'orgia di anime perse
- Per colpa di chi? (with country outro)
- Diavolo in me (with extended outro)

Encore
- Hai scelto me/Un piccolo aiuto
- Occhi/Un kilo
- A Wonderful World/Long as I can see the light

### Tour europeo
Anche i concerti successivi a "ZuccheroArena2016" sono stati accompagnati da frequenti variazioni di scaletta, ad eccezione della prima parte di concerto, sempre incentrata su Black Cat.
Chapter One
Invariato (ad esclusione dei concerti all'Olympia, durante i quali, al posto di Ci si arrende, è stata eseguita Streets Of Surrender (S.O.S), dedicata alle vittime degli attentati del 13 novembre 2015 a Parigi).
Chapter Two
- Vedo nero
- Baila
- Never is a moment/Long as I can see the light (cover inedita dei Creedence Clearwater Revival)
- Un soffio caldo
- Il suono della domenica
- Rossa mela della sera/Wonderful Life
- Chocabeck
- L'urlo
- Il mare impetuoso al tramonto salì sulla Luna e dietro una tendina di stelle…
- Oltre le rive/Il volo
- Miserere
- Brian Auger solos (jam session)
- Tonya Boyd-Cannon in Rock Me Baby

Chapter Three
- Overdose (d'amore)
- Solo una sana e consapevole libidine salva il giovane dallo stress e dall'Azione Cattolica
- Diamante
- Così celeste
- Per colpa di chi? (with country outro)
- Diavolo in me (with extended outro)

Encore
- Iruben me
- Con le mani
- Guantanamera (Guajira)
- Indaco dagli occhi del cielo/La Bamba
- Eccetera eccetera
- I Won't be lonely tonight
- Senza una donna (Without a Woman)

### Tour americano
Le date americane sono state caratterizzate da una scaletta e da una formazione leggermente più ridimensionate. Di seguito viene presentata la scaletta del concerto del 31 marzo 2017 al Beacon Theatre di New York.
Chapter One
Non sono state eseguite Ti voglio sposare, Love again e Voci.
Chapter Two
- Vedo nero
- Baila
- Never Is a Moment
- Iruben Me
- Il volo
- L'urlo
- Chocabeck
- Long as I Can See the Light (cover inedita dei Creedence Clearwater Revival)
- Dune mosse
- Un soffio caldo
- Miserere

Chapter Three
- Solo una sana e consapevole libidine
- Diamante
- Per colpa di chi? (with country outro)
- Diavolo in me (with extended outro)
- Everybody's Got to Learn Sometime
- Senza una donna (Without a Woman)

## Formazione
- Zucchero Fornaciari – voce, chitarra
- Polo Jones – musical director, basso
- Kat Dyson – chitarra, dobro, mandolino, Bvs
- Brian Auger – organo Hammond C3
- Doug Pettibone – pedal steel guitar, dobro, lap steel guitar, banjo, chitarra
- Adriano Molinari – batteria
- Queen Cora Dunham – percussioni
- Nicola Peruch – tastiere
- Mario Schilirò – chitarra
- Andrea Whitt – violino, mandolino, pedal steel guitar
- James Thompson – sassofono tenore, sassofono baritono, flauto, armonica
- Lazaro Amauri Oviedo Dilout – tromba, flicorno soprano, corno
- Carlos Miguel Minoso Amuey – trombone, tuba
- Tonya Boyd-Cannon – cori (solo nel tour 2016)